# Лака коњица
Лака коњица садржи лако наоружане и лако оклопљене војнике на коњима, за разлику од тешке коњице, где су јахачи (а понекад и коњи) добро оклопљени. Задаци лаке коњице су били пре свега извиђање, чарке, препади, и што је најважније преношење порука, и обично су наоружани копљима, мачевима, луковима и касније карабинима.
Лаку коњицу су ретко користили стари Грци и Римљани (мада су римске помоћне трупе често били коњаници), али су били популарни међу војскама и хордама централне и југозападне Азије. Арапи, Мађари, Хуни, Монголи, Турци, Парћани и Персијанци су били вешти лаки коњаници и стрелци.
Са опадањем феудализма и витештва у Европи, лака коњица је постала све израженија у континенталним војскама. Многе јединице су биле опремљене ватреним оружјем, као што су њихови претходници били наоружани луковима. Европски примери лаке коњице су хусари, стратиоти, шасери, козаци и неки драгуни.